# Благо Задро
Благо Задро (хорв. Blago Zadro; 31 березня 1944, Герцеговина — 16 жовтня 1991, Вуковар) — хорватський військовий діяч, один із найвідоміших учасників хорватської Вітчизняної війни, генерал-майор (звання присвоєно посмертно).

## Життєпис
1954 року разом із сім'єю переїхав із рідної Герцеговини у промисловий район Вуковара Борово Населє, де згодом закінчив середню школу і почав працювати на місцевому взуттєвому комбінаті. Там познайомився і зі своєю майбутньою дружиною, з якою мав трьох синів.
З кінця 1980-х рр. брав активну участь у політичних подіях в Югославії, став першим заступником голови ХДС у Вуковарі. Вступив до хорватської армії, учасник оборони Вуковару від Югославської народної армії. Загинув у бою під час битви за Вуковар.
Перепохований на Алеї хорватських захисників вуковарського Нового цвинтаря 1998 року.
На честь Задра названо військовий коледж, школу, вулиці в Загребі, Спліті та Груде.